# Justicia aequiloculata
Justicia aequiloculata är en akantusväxtart som beskrevs av Raymond Benoist. Justicia aequiloculata ingår i släktet Justicia och familjen akantusväxter.

## Underarter
Arten delas in i följande underarter:
- J. a. pseudochloroptera
- J. a. ranohelensis